# Tegurium de Bramante
El Tegurium de Bramante es el nombre bajo el que se conoce una estructura arquitectónica sobre la confessio de San Pedro, como consecuencia de las obras que llevaron a la construcción de la nueva basílica de San Pedro del Vaticano.

## Historia
Tras la decisión del papa Julio II de construir una nueva basílica, en el lugar de la antigua basílica de San Pedro del Vaticano, se comenzaron las obras para demoler esta última, comenzando por el presbiterio.
En 1506 se derribó el techo que cubría el crucero y el presbiterio de la antigua basílica, quedando a la intemperie, la zona más sagrada de esta la  confessio de San Pedro sobre la tumba de este apóstol.
Esta situación generó que, durante algunos años, gran parte de las ceremonias celebradas por el papa y la capilla papal, en el altar de la confesión, tuvieran que ejecutarse bajo diferentes fenómenos meteorológicos que incomodaban a los celebrantes y participantes en la liturgia.
Para solventar esta situación, entre la festividad de Pentecostés de 1513 y la Pascua de 1514, coincidiendo con el inicio del justificado de León X y la muerte de Bramante. Este último arquitecto, que ya estaba dirigiendo las obras de la nueva basílica, construyó un templete al que incorporó parte del ábside de la antigua basílica, y en su parte anterior (lado este) tomaba una forma plenamente renacentista. Hasta su compleción, la obra sería completada por el discípulo de Bramante, Baldassarre Peruzzi.Este nuevo espacio de culto, también llamada capilla papal, se conocería por el término latino de tegurium derivado de tecum (en latín, tejado) y que vendría a significar en español, techado.
En 1519 se decoró el interior de la capilla por parte de Francesco da Sangallo.
Posteriormente, esta estructura se techaría con un techado descrito como rustico.
Hacia 1568, Vasari, en su vida de Donato Bramante lo describía así:
la tribuna vecchia et a torno vi fece uno ornamento di ordine dorico bellissimo, tutto di pietra di perperigno, acciò quando il papa viene in San Piero a dir la messa vi possa stare con tutta la corte e gl’imbasciatori de’ principi cristiani, la quale non finì a fatto per la morte; e Baldassare sanese gli dette poi la perfezzione.

(en español: la antigua tribuna y en la parte posterior, [Bramante] hizo un hermoso ornamento dórico, todo de piedra de Perperigno, para que cuando el Papa venga a San Pedro a decir misa, pueda estar allí con toda la corte y los embajadores de los príncipes cristianos, que no terminó [la nueva estructura] a causa de su muerte; y Baldassare de San Piero le dió entonces los toques finales...)
La estructura desaparecería hacia el 1592, una vez asegurado el techado esa parte de la basílica. La estructura fue sucedida por el conocido como Baldaquino de San Pedro, obra de Bernini.

## Descripción
El tegurium se encontraba compuesto de dos partes:
- En el lado oeste, el ábside de la basílica constantiniana.

- En el este, la construcción de Bramante, en estilo clásico, formada por tres arcos de orden dórico en su lado este (el del centro abierto para permitir el acceso). Esta estructura continuaba con sendos arcos en los lados sur y norte, hacia el ábside constantiniano conservado en el lado oeste.

La techumbre rústica añadida posteriormente se elevaba sobre el entablamento de la estructura de Bramante y estaba formado por un sencillo tejado a dos aguas a partir del  eje este-oeste. Según Garrido presentaba las siguientes medidas en planta:
- Eje este-oeste: es decir, desde su fachada principal al final del ábside de la antigua basílica medía 21,45 metros (48+48 piedi di architetto romano[6])
- Eje sur-norte: es decir de la fachada del lado del Evangelio a la del de la Epístola, medía también 21,45 metros (equivalentes también a 96 piedi de architetto romano).

La vocación de permanencia de la estructura ha sido discutida por los académicos, algunos defienden su provisionalidad (como Howard Saalman) y otros su concepción como una especie de ciborio permanente. A favor de su provisionalidad se encuentra el ajustado encaje de la estructura entre los pilares del crucero de la nueva basílica que componen la base de la cúpula, o su falta de uniformidad.

### Individuales
1. ↑  Habel, Dorothy Metzger (2005). «Lex Bosman. The Power of Tradition: Spolia in the Architecture of St. Peter’s in the Vatican. Hilversum: Uitgeverij Verloren BV, 2004. 176 pp. index. append. illus. bibl. €25. ISBN: 90-6550-823-6.». Renaissance Quarterly (en inglés) 58 (4): 1314-1316. ISSN 0034-4338. doi:10.1353/ren.2008.0921. Consultado el 23 de enero de 2024.
2. ↑  Parsons, Peter W. (2016). «Baldassarre Peruzzi at Saint Peter's: The American Academy Plan and Peruzzi's "Modello" of 1521». Memoirs of the American Academy in Rome 61: 91-133. ISSN 0065-6801. Consultado el 23 de enero de 2024.
3. ↑  Cange, Charles du Fresne, señor de (1740). «TEGURIUM, TIGURIUM». Glossarium ad scriptores mediae et infimae latinitatis (en latín) VI. Venecia: Apud Sebastianum Coleti. p. 979. Consultado el 23 de enero de 2024.
4. ↑  Vasari, Giorgio (1568). «Bramante da Urbino». Le vite de’ piu eccellenti pittori, scultori, et architettori (en italiano). Florencia: Giunti. p. 32.
5. ↑  Garrido, 2021, pp. 958-959.
6. ↑  Equivalente según Garrido a 0,2234 metros.